# Amt Ruhland
Het Amt Ruhland is een samenwerkingsverband van zes gemeenten in het Landkreis Oberspreewald-Lausitz in de Duitse deelstaat Brandenburg. Het amt telt 7.212 inwoners. Het bestuurscentrum is gevestigd in de stad Ruhland.

## Gemeenten
Het amt omvat de volgende gemeenten:
1. Grünewald Zeleny Hózd, (608)
2. Guteborn Wudwor, (598)
3. Hermsdorf Hermanecy, (893)
4. Hohenbocka Hory Bukow, (1146)
5. Ruhland, stad Rólany, (3982)
6. Schwarzbach Čorna Woda, (759)

Altdöbern ·
Bronkow ·
Calau ·
Frauendorf ·
Großkmehlen ·
Großräschen ·
Grünewald ·
Guteborn ·
Hermsdorf ·
Hohenbocka ·
Kroppen ·
Lauchhammer ·
Lindenau ·
Lübbenau ·
Luckaitztal ·
Neu-Seeland ·
Neupetershain ·
Ortrand ·
Ruhland ·
Schipkau ·
Schwarzbach ·
Schwarzheide ·
Senftenberg ·
Tettau ·
Vetschau/Spreewald